# Cennet'in Gözyaşları
Cennet'in Gözyaşları (em Angola e Moçambique: A Força do Destino) é uma telenovela turca produzida pela Süreç Film e exibida pelo ATV, entre 24 de setembro de 2017 a 17 de junho de 2018, em 36 episódios. Baseada no drama coreano Tears of Heaven. Protagonizada por Esra Ronabar, Almila Ada e Berk Atan, a trama acompanham a vida de Cennet, uma jovem que foi abandonada pela mãe quando bebê e desde então foi criada pela avó Mukaddes, com quem vive em um bairro humilde.
Foi exibido com dublagem em português para a Angola (às 21h) e Moçambique (às 22h) pela Zap Novelas entre 22 de agosto de 2018 a 29 de janeiro de 2019, substituindo Pérola Negra.

## Enredo
Cennet foi abandonada por sua mãe quando ela era apenas um bebê, então ela foi criada por sua avó. Anos mais tarde, Cennet trabalhou duro para ser a melhor aluna de sua turma e forma-se em arquitetura. Após a formatura, Arzu Soyer, mãe de sua colega de escola Melisa, oferece a Cennet um emprego ideal em sua empresa de sucesso. Nesse lugar, ela encontrará Selim, que a reconhecerá como sua amiga de infância que há muito havia esquecido.

## Elenco
- Berk Atan como Selim Arısoy
- Almila Ada como Cennet Yılmaz
- Esra Ronabar como Arzu Soyer
- Yusuf Akgün como Orhan Soyer
- Zehra Yılmaz como Melisa Soyer
- Şencan Güleryüz como Cengiz Arısoy
- Hazım Körmükçü como Mahir Soyer
- Ebru Nil Aydın como Sema Soyer
- Çiçek Acar como Nilgün Arısoy
- Süeda Çil como Suna Gürsu
- Ebru Destan como Özlem Arısoy
- Sude Nur Yazıcı como Beste Tuna
- Oktay Çubuk como Ömer Gürsu
- Güler Ökten como Mukaddes Yılmaz
- Ali İpin como Rıza Soyer